# پست پیشتاز

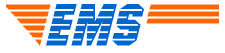
لوگوی پُست پیشتاز

پُست پیشتاز (به انگلیسی: Express Mail Service) گونه‌ای از خدمت‌های پستی است که در آن کاربران، برای فرستادن نامه و مرسوله‌های خود دست‌مزد می‌پردازند.

## بر پایه کشور

### ایران
پست پیشتاز پس از پست ویژه، سریع‌ترین سرویس پستی در ایران است و همهٔ عملیات پستی آن از لحظه پذیرش مرسوله‌ها تا پخش آن‌ها در درون و بیرون از این کشور، در کوتاه‌ترین زمان ممکن انجام می‌گیرد. هم‌اکنون، مرسوله‌های پذیرش‌شده در تهران به مقصد مرکز استان‌ها و بیش از ۱۰۰ شهر دیگر ظرف مدت ۲۴ ساعت تا ۷۲ ساعت به گیرندگان تحویل داده می‌شود. کمینه زمان تحویل یک مرسوله پیشتاز درون‌شهری به گیرنده ۲۴ ساعت و برای شهرستان‌ها ۴۸ تا ۷۲ ساعت است. این زمان در خارج از کشور بیشتر می‌باشد. البته مدت‌های ذکر شده در روزهای کاری می‌باشد و در روزهای تعطیل سرویس دهی انجام نمی‌گیرد.